# Evgenij Seredin
Evgenij Alekseevič Seredin (in russo Евгений Алексеевич Середин?; Volžskij, 10 febbraio 1958 – San Pietroburgo, 5 aprile 2006) è stato un nuotatore sovietico, dal 1992 russo.

## Carriera
Ha fatto parte della staffetta che ha vinto la medaglia d'argento nella 4x100m misti alle Olimpiadi di Mosca 1980.

## Palmarès
- Giochi olimpici estivi

Mosca 1980: argento nella 4x100m misti.